# Friedrich Leopold von Schrötter
Friedrich Leopold Reichsfreiherr von Schrötter (ur. 1 lutego 1743, zm. 30 czerwca 1815 w Berlinie) – pruski oficer i minister.
Urodził się w majątku Wohnsdorf (współcześnie Kurortnoje) w Prusach Wschodnich między Frydlandem i Alemborkiem.
Ojciec: Friedrich Wilhelm (zm. 1790), matka: Helene Barbara z domu von der Gröben (zm. 1773), brat: Karl Wilhelm (1748–1819) – prezes Wyższego Sądu Krajowego Prus Wschodnich.

## Najważniejsze daty
- 1756 – wstąpił do pułku dragonów Ludwiga von Schorlemmera, brał udział w wojnie siedmioletniej jako podporucznik. W czasie pokoju utrzymywał kontakt z uczonymi Królewca, m.in. z Immanuelem Kantem, Christianem Krausem, Ernstem Teodorem von Hippelem, Hamannem i George’em Scheffnerem. I.Kant, którego dobrze znał Schrötter, bywał w Wohnsdorfie jako gość.
- 1764 – został członkiem królewieckiej loży masońskiej „Pod Trzema Koronami” (niem. Zu den drei Kronen)
- 1776 – nominacja na stopień Stabskapitän (tymczasowy stopień pośredni pomiędzy porucznikiem i kapitanem)
- 1782–1786 – zaangażował się w grupę masońską Różokrzyżowców.
- 1787 – powołanie do Berlina przez Fryderyka Wilhelma II, awans na majora i asesora przy Naczelnej Radzie Wojennej (niem.Oberkriegskollegium).
- 1790 – po śmierci ojca, Schrötter zostaje właścicielem majątku Wohnsdorf. W tym samym roku nominacja na podpułkownika. Otrzymanie stanowiska tajnego naczelnego radcy finansowego z siedzibą i prawem głosu w Kolegium Generalnym (niem.Generaldirektorium), czyli pruskim aparacie administracyjnym.
- 1791 – mianowanie na nadprezydenta Prus Wschodnich i Prus Zachodnich powoduje konieczność przeniesienia się do Królewca. Wspólnie z Christianem Krausem, wprowadza planowe studia ekonomii politycznej na uniwersytecie w Królewcu. Schrötter żąda, aby urzędnicy na stanowiskach w administracji oraz studenci, którzy chcieli osiągnąć pozycję w finansach Prus Wschodnich, uczęszczali na wykłady prof. Christiana Jakuba Krause, aby mogli się zapoznać z teoriami Adama Smitha i podstawami kameralistyki.
- 1795 – Schrötter został 13 listopada mianowany ministrem rządu w Berlinie oraz ministrem finansów Prus Wschodnich i Prus Zachodnich. Wiceprezydent berlińskiego Generaldirektorium.

Przeprowadza się z powrotem do Berlina. Podtrzymuje swe królewieckie kontakty i zawiera nowe związki z wiodącymi berlińskimi racjonalistami (m.in. J.E.Biesterem, J.F.Zöllnerem, I.A.Feßlerem)
- 1796 – utworzona po III rozbiorze Polski prowincja Prusy Nowowschodnie (niem.Neuostpreußen) została przydzielona departamentowi Schröttera.
- 1798 – odznaczenie Orderem Czerwonego Orła, drugim co do rangi odznaczeniem pruskim.
- 1802–1804 – zniesienie pańszczyzny pieszej i sprzężajnej chłopów z majątków państwowych za finansową rekompensatę. Te zarządzenia są sednem wysiłków reformatorskich Schröttera.
- 1806 – Schrötter przedłożył w marcu Fryderykowi Wilhelmowi III plan organizacji ustroju i administracji krajowej czterech starych pruskich komór, który był wprawdzie utworzony przed wojną, ale którego realizacja została powstrzymana przez wojnę. Schrötter należy do rzeczników reform państwa pruskiego. Po pokoju zawartym w Tylży, należy do najbardziej fachowych i wydajnych współpracowników barona Karla Steina. Stworzył wiele projektów ustaw dla wprowadzanych odgórnie reform w Prusach. Prawie wszystkie ustawy reformatorskie z 1807 i 1808 r. zostały wydane w podległym Schrötterowi Departamencie Prowincji Pruskich.
- 1808 – zwolnienie ze służby 8 grudnia z powodu likwidacji departamentu prowincji w ramach reformy pruskiej administracji. Schrötter przesiedla się ponownie do Berlina. Jego dom staje się w następnych latach miejscem dyskusji politycznych i naukowych.

Ze swą żoną jest gościem w salonie Elżbiety von Stägemanns oraz w salonie Zofii Sanders. Salony goszczą urzędników, uczonych, twórców, artystów, pisarzy, naukowców. W tym samym roku otrzymuje Order Czarnego Orła.
- 1810 – Schrötter zostaje członkiem Tajnej Rady Państwa
- 1814 – nominacja na Komisarza Królewskiego przy Tymczasowej Reprezentacji Krajowej

Schrötter doczekał wyzwolenia Prus jako tajny radca stanu.

## Ważniejsze inwestycje i inicjatywy
W latach 1796–1802 pod kierownictwem Schröttera opracowano „Atlas prowincji Prus Wschodnich, Litwy i Prus Zachodnich oraz sieci dystryktów” ze 140 mapami w podziałce 1:50 000. Poprawione wydanie, które ukazało się w Berlinie w latach 1802–1810 nazwano mapą Schrottera.
Powstały z inicjatywy Schröttera drugi teatr w Królewcu liczący 1500 miejsc należał do największych i najnowocześniejszych w ówczesnym czasie.
Również z jego inicjatywy król Fryderyk Wilhelm III podarował miastu Królewiec pomnik króla Fryderyka I. dłuta Andreasa Schlütera. Schrötter sam wybrał dla niego miejsce naprzeciw zamku. Pomnik został odsłonięty 3.08.1802.
W Królewcu, pomiędzy ulicą Hammerweg i Stresemann-Straße, przebiegała ulica Schrötterstraße upamiętniająca Schröttera.
W czasie okupacji hitlerowskiej, w latach 1941–1945, na cześć Schröttera nazwa Płocka została zmieniona na Schröttersburg.